# Drhtulje

Drhtulje ili munjevite raže (lat. Torpediniformes) red su riba u infrarazredu poligača (Batoidea), plosnatih hrskavičnjača s uvećanim prsnim perajama. Poznate su po sposobnosti stvaranja električnog izboja u rasponu 8 – 220 volti, ovisno o vrsti. Taj izboj koriste za ošamućivanje plijena i obranu od predatora. Ukupno je poznato 69 vrsta raspoređenih po 5 porodica.
Najpoznatije su vrste porodice Torpedo, prema kojima je nazvano podmorsko oružje torpedo. Naziv potječe iz latinskog torpere („utrnuti, zaustaviti se”) zbog načina obrane koji ribe u ovome redu upotrebljavaju.

## Opis
Drhtulje imaju zaobljen prsni disk s dvije umjereno velike zaobljeno uglate (no ne i šiljaste) leđne peraje koje su u nekim vrstama porodice Narcinidae dodatno smanjene. Rep im je mišićav i čvrst s razvijenom repnom perajom. Tijelo im je debelo i mlohavo, a koža meka i labava bez plakoidnih ljusaka ili bodlji. Električni organ smješten im je pri korijenu prsnih peraja. Njuška im je široka; kod porodice Narcinidae velika, ali manja kod drugih. Usta, nosnice i pet pari škržnih ureza nalaze se ispod prsnog diska.
Obitavaju u okolinama od plićaka do barem 1000 m dubine. Spore su i kreću se pomicanjem repa, za razliku od drugih raža koje koriste prsne peraje. Hrane se beskralježnjacima i manjim ribama. Vrebaju zakopane u pijesak ili drugi supstrat te love koristeći električni izboj kako bi ošamutile i uhvatile plijen.

## Bioelektricitet
Drhtulje imaju organ specijaliziran za proizvodnju elektriciteta. Mnoge vrste raža i volina imaju električne organe u repu, no u drhtulja on se nalazi s obje strane glave, a struja im prolazi od donje do gornje površine tijela. Živci koji organima šalju signale granaju se, a zatim spajaju za donji dio svake pločice u baterijama. Pločice se sastoje od šesterokutnih stupića složenih u saćastu strukturu. Svaki stupić sadrži između 500 i 1000 pločica modificiranog poprečno-prugastog mišićnog vlakna koje se adaptiralo iz škržnih mišića. Kod morskih drhtulja, baterije su spojene paralelno, a kod slatkovodnih serijski. Serijski spoj slatkovodnim drhtuljama omogućava ostvarenje većeg napona, što im je potrebno zbog niže električne vodljivosti neslane vode. Najveći napon ostvaruje drhtulja mrkulja (Torpedo nobiliana) s 220 volti.

## Podjela
Poznato je za 69 vrsta, a dijele se u pet porodica i 16 rodova. Potporodicu Narkidae neki smatraju potporodicom imena Narkinae. Vrste porodice Torpedinidae hrane se većim plijenom koji gutaju cijelog, a Narcinidae manjim plijenom na ili u supstratu. Obje porodice koriste elektricitet za obranu od napada, ali nije poznato koriste li ga i Narcinidae u lovu.
- Hypnidae Gill, 1862
  - Hypnos Duméril, 1852
- Narcinidae Gill, 1862
  - Benthobatis Alcock, 1898
  - Diplobatis Bigelow & Schroeder, 1948
  - Discopyge Heckel, 1846
  - Narcine Henle, 1834
  - Narcinops Whitley, 1940
- Narkidae Fowler, 1934
  - Crassinarke Takagi, 1951
  - Electrolux Compagno & Heemstra, 2007
  - Heteronarce Regan, 1921
  - Narke Kaup, 1826
  - Temera Gray, 1831
  - Typhlonarke Waite, 1909
- Platyrhinidae Jordan, 1923
  - Platyrhina Müller & Henle, 1838
  - Platyrhinoidis Garman, 1881
- Torpedinidae Henle, 1834
  - Subfamilia Torpedininae
    - Tetronarce Gill, 1862
    - Torpedo Duméril, 1806

## Vanjske poveznice
- Torpediniformes | WoRMS – World Register of Marine Species.

|  | Zajednički poslužitelj ima još gradiva o temi Torpediniformes |
|  | Wikivrste imaju podatke o taksonu Torpediniformes             |